# Nordantjärnen
Nordantjärnen är en sjö i Överkalix kommun i Norrbotten och ingår i Kalixälvens huvudavrinningsområde. Sjön har en area på 0,0778 kvadratkilometer och ligger 128,9 meter över havet.

## Delavrinningsområde
Nordantjärnen ingår i det delavrinningsområde (739996-181687) som SMHI kallar för Ovan Pilkbäcken. Medelhöjden är 129 meter över havet och ytan är 73,78 kvadratkilometer. Räknas de 3 avrinningsområdena uppströms in blir den ackumulerade arean 122,18 kvadratkilometer. Alsån (Pilkån) som avvattnar avrinningsområdet har biflödesordning 2, vilket innebär att vattnet flödar genom totalt 2 vattendrag innan det når havet efter 99 kilometer. Avrinningsområdet består mestadels av skog (74 procent) och sankmarker (19 procent). Avrinningsområdet har 0,13 kvadratkilometer vattenytor vilket ger det en sjöprocent på 0,2 procent.